# De dragul tău, Anca
De dragul tău, Anca este un film românesc din 1983 regizat de Cristiana Nicolae. Rolurile principale au fost interpretate de actorii Alexandra Duca, Dan Condurache, Rodica Mandache.

## Prezentare
„Filmul descrie o criză adolescentină. O criză ușoară, ca un pojar fără complicații. Hotărârea de a nu mai merge la școală durează câteva secvențe și e anihilată — printre alții și de o femeie frumoasă (Manuela Nace) la volanul unei Dacii. Zâna cea bună de la etajul III care se dovedește a fi și deputată o ajută — din întâmplare? din coincidență? — să sară hopul.” (Ecaterina Oproiu)

## Distribuție
Distribuția filmului este alcătuită din:
- Rodica Tapalagă — Mama lui Sorin
- Radu Gheorghe — Prof. Platon
- Costache Diamandi — Nea Fane
- Carmen Galin — Diriginta
- Rodica Mandache — Mama Ancăi
- Nineta Gusti — Tanti Ana
- Dorel Toma — Victor
- Raluca Iordăchescu — Mirela
- Manuela Nace — Alexandra Ioniță
- Florin Tănase — Ing. Pricop
- Răzvan Popa — Nini
- Dan Condurache — Tatăl Ancăi
- Alexandra Duca — Anca
- Eduard Iosiper — Sorin
- Julieta Strîmbeanu — Vali Pricop
- Tatiana Spineanu — Ioana